# Treron sanctithomae
El vinago de Santo Tomé (Treron sanctithomae) es una especie de ave columbiforme de la familia Columbidae.

## Distribución geográfica
Es endémica de la isla de Santo Tomé, en Santo Tomé y Príncipe. Sus hábitats naturales son las selvas tropicales húmedas de la isla.

## Estado de conservación
Se encuentra amenazada por la pérdida de su hábitat natural.